# Régions statistiques d'Irlande
 (juin 2016).

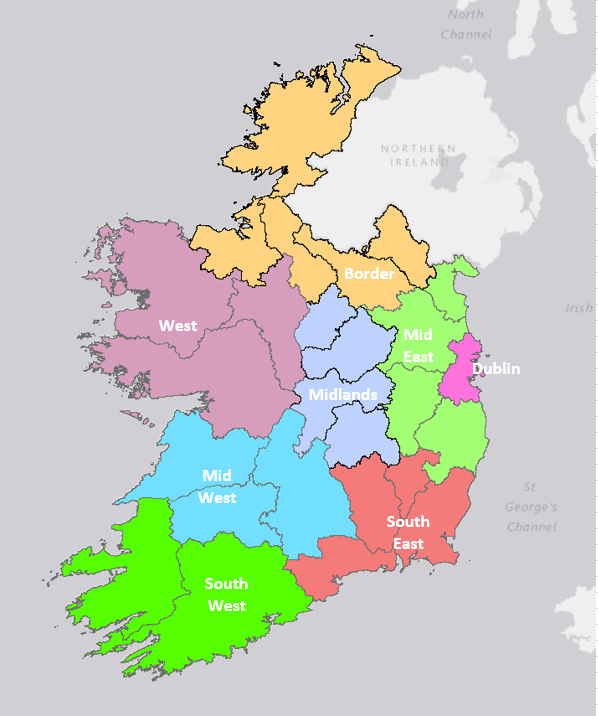
Régions statistiques d'Irlande NUTS3

Les régions statistiques d'Irlande sont deux régions irlandaises prises en compte dans le cadre de l’Union européenne. Elles représentent le second niveau de NUTS en Irlande, le premier niveau prenant en compte l’État dans sa totalité.
Cette régionalisation fut approuvée après des négociations menées par le gouvernement de l'Irlande dans le contexte de l'Agenda 2000, qui ont conduit à la division de l'État en deux régions à des fins statistique, pour l’Eurostat et les Fonds structurels européens. Après cela, les deux nouvelles régions (et leurs assemblées régionales) furent établies et prirent corps en juillet 1999 : la Southern and Easter Region (NUTS 2) et la Border, Midland and Western Region (NUTS 2).